# Takács Szandra
Takács Szandra (Budapest, 1993. május 3. –) magyar labdarúgó, hátvéd.

## Pályafutása
2005-ben az Angyalföldi Sportiskola csapatában kezdte a labdarúgást. 2011-ben szerződtette az MTK Hungária. 2013 tavaszán mutatkozott be a felnőtt csapatban és tagja lett a bajnok és kupagyőztes együttesnek. 2013 nyarán kölcsönadták a Budapest Honvédhoz.

## Sikerei, díjai
- Magyar bajnokság
  - bajnok: 2012–13
- Magyar kupa
  - győztes: 2013[1]